# Sebastian Spence
Sebastian Spence (9 de diciembre de 1969, San Juan de Terranova y Labrador, Canadá) es un actor que interpretó el papel principal de Cade Foster en la serie de la cadena SyFy, llamada First Wave.

## Vida personal
Spence es hijo del dramaturgo  Michael Cook, y de la dramaturga y actriz, Janis Spence. Tiene un hermano pequeño, Fergus Spence, el cual escribió First Wave.[cita requerida]

## Papel actual
Spence interpreta a Rick Ryder en la serie de televisión canadiense Sophie, donde es el exnovio y socio de negocios de la protagonista Sophie (Natalie Brown).

## Filmografía

### Protagonista
| Año  | Título                                  | Papel                | Notas                              |
| ---- | --------------------------------------- | -------------------- | ---------------------------------- |
| 2013 | Stornados                               | Lea Carton           | TV                                 |
| 2008 | Daniel's Daughter                       | Connor Bailey        | TV                                 |
| 2008 | NYC: Tornado Terror                     | Jim Lawrence         | Film                               |
| 2008 | Ice Blues                               | Timmy Callahan       | TV                                 |
| 2008 | On the Other Hand, Death                | Timmy Callahan       | TV                                 |
| 2006 | The Obsession                           | Reed Halton          | TV                                 |
| 2006 | To Have & To Hold                       | Tom                  | TV                                 |
| 2006 | Shock to the System                     | Timmy Callahan       | TV                                 |
| 2006 | A Bug and a Bag of Weed                 | Frehley              | Feature Film                       |
| 2005 | "Category 7: The End of the World"      | FPS Agent Gavin Carr | Miniseries                         |
| 2005 | Paper Moon Affair                       | Vern Staub           |                                    |
| 2005 | Third Man Out                           | Timmy Callahan       | TV                                 |
| 2005 | "G-Spot"                                | Paul                 | TV Series                          |
| 2005 | Crossing                                | Daniel Cimmerman     |                                    |
| 2005 | Cerberus                                | Jake Addams          | TV                                 |
| 2005 | Criminal Intent                         | Devon Major          | TV                                 |
| 2004 | Eve's Christmas                         | Scott                | TV                                 |
| 2004 | The Clinic                              | Kyle Southern        | TV                                 |
| 2003 | A Crime of Passion                      | Dale                 | TV                                 |
| 2003 | The Lone Ranger                         | Harmon Hartman       | TV                                 |
| 2002 | First Shot                              | Owen Taylor          | TV                                 |
| 1999 | Little Boy Blues                        | That Guy             |                                    |
| 1999 | Family of Cops III: Under Suspicion     | Eddie Fein           | TV                                 |
| 1998 | "First Wave"                            | Cade Foster          | (1998–2001) TV Series              |
| 1998 | Firestorm                               | Cowboy               |                                    |
| 1997 | Drive, She Said                         | Jonathan Evans       |                                    |
| 1997 | "Fast Track"                            | Stevie Servine       | TV Series                          |
| 1997 | Dead Man's Gun                          | Willy                | TV (segment "My Brother's Keeper") |
| 1997 | Breach of Faith: Family of Cops II      | Eddie Fein           | TV                                 |
| 1995 | Family of Cops                          | Eddie Fein           | TV                                 |
| 1994 | Anchor Zone                             | Duke                 |                                    |
| 1993 | The Boys of St. Vincent: 15 Years Later | Kevin Reevey age 25  |                                    |

### Invitado
| Año  | Título                               | Papel                    | Episodio                                |
| ---- | ------------------------------------ | ------------------------ | --------------------------------------- |
| 2012 | Battlestar Galactica: Blood & Chrome | Lt. Jim "Sunshine" Kirby | Episodes 4 & 5                          |
| 2011 | Smallville                           | Ted Kord                 | 10x18 "Booster"                         |
| 2010 | Republic of Doyle                    | Bobby Maher              | 1x4 "Blood is Thicker Than Blood"       |
| 2006 | Battlestar Galactica                 | Noel "Narcho" Allison    | 3x10 "The Passage"                      |
| 2006 | Battlestar Galactica                 | Noel "Narcho" Allison    | 3x06 "Torn"                             |
| 2006 | Sobrenatural                         | Assistant Demon          | 1x22 "Devil's Trap"                     |
| 2006 | Sobrenatural                         | Assistant Demon          | 1x21 "Salvation"                        |
| 2006 | Battlestar Galactica                 | Noel 'Narcho' Allison    | 2x11 "Resurrection Ship: Part 1"        |
| 2005 | Battlestar Galactica                 | Noel 'Narcho' Allison    | 2x10 "Pegasus"                          |
| 2005 | Young Blades                         | Don Marco                | 1x7 "Four Musketeers and a Baby"        |
| 2004 | Bliss                                | Cable Guy                | 3x2 "Penelope and Her Suitors"          |
| 2004 | Stargate SG-1                        | Delek                    | 7x16 "Death Knell"                      |
|      | The Collector                        | The Devil/Burruss        | 2x4 "The Pharmacist"                    |
| 2003 | Andromeda                            | Patrius                  | 4x8 "Conduit to Destiny"                |
| 2003 | Mutant X                             | Noel                     | 2x15 "Under the Cloak of War"           |
| 2002 | Dawson's Creek                       | Professor Matt Freeman   | 6x7 "Ego Tripping at the Gates of Hell" |
| 2002 | Dawson's Creek                       | Professor Matt Freeman   | 6x5 "The Impostors"                     |
| 2002 | Dawson's Creek                       | Professor Matt Freeman   | 6x4 "Instant Karma!"                    |
| 2002 | Dawson's Creek                       | Professor Matt Freeman   | 6x3 "The Importance of Being Earnest"   |
| 2002 | Dawson's Creek                       | Professor Matt Freeman   | 6x1 "The Kids Are Alright"              |
| 2002 | Glory Days                           | Greg Embry               | 1x7 "The Lost Girls"                    |
| 2001 | Strange Frequency                    | Brad                     | 1x12 "Don't Fear the Reaper"            |
| 2001 | Special Unit 2                       | Ian                      | 2x6 "The Rocks"                         |
| 2001 | Dark Angel                           | Charles Smith            | 1x20 "Hit a Sista Back"                 |
| 1997 | Poltergeist: The Legacy              | Noah Wilkes              | 2x13 "The Devil's Lighthouse"           |
| 1996 | The X Files                          | Deputy Barney Paster     | 4x2 "Home"                              |
| 1996 | The Outer Limits                     | Young Gerry              | 2x17 "Paradise"                         |
| 1995 | Madison                              | Cal Sharpe               | 3x4 "When the Bough Breaks"             |
| 1995 | Madison                              | Cal Sharpe               | 3x3 "Home Free"                         |
| 1995 | Madison                              | Cal Sharpe               | 3x1 "With This Ring"                    |
| 1995 | Robin's Hoods                        |                          | 1x15                                    |
| 1994 | Robin's Hoods                        |                          | 2x11 "True Colours"                     |